# Monumento a Gabrio Piola
Il monumento a Gabrio Piola è un'opera scultorea realizzata da Vincenzo Vela (1820-1891) posta nel cortile d'onore del palazzo di Brera a Milano.

## Storia e descrizione
La statua dedicata a Gabrio Piola, matematico e fisico, fu inaugurata il 20 agosto 1857. È raffigurato con in mano alcuni appunti legati alle sue ricerche.
La scelta di realizzare la statua nel cortile non fu accolta favorevolmente e «l'erezione d'una statua recentissima nel palazzo delle Scienze in Milano al signor Gabrio Piola fece troppo giustamente gridare contro l'abuso di collocare in questo santuario di dottrina monumenti ad uomini di modestissima fama».
Sul periodico umoristico L'Uomo di pietra venne descritto lo stupore della statua di Piola nel ritrovarsi tra le altre, riportando i commenti dell'inaugurazione.
– Eh, via....
– Se lor signori avessero sentito le osservazioni che si permetteva la gente che veniva oggi a vedermi...
– E che dicevano? chiese Castiglioni; – la perdoni, ma noi morti siamo un po' curiosi...
– Dicevano: "Chi è costui?"
– O diavolo.... i milanesi non la conoscono?
– Forse gli ignoranti, osservò Cavalieri.
– No, no; udii questa interrogazione da bocche di persone rispettabilissime.»

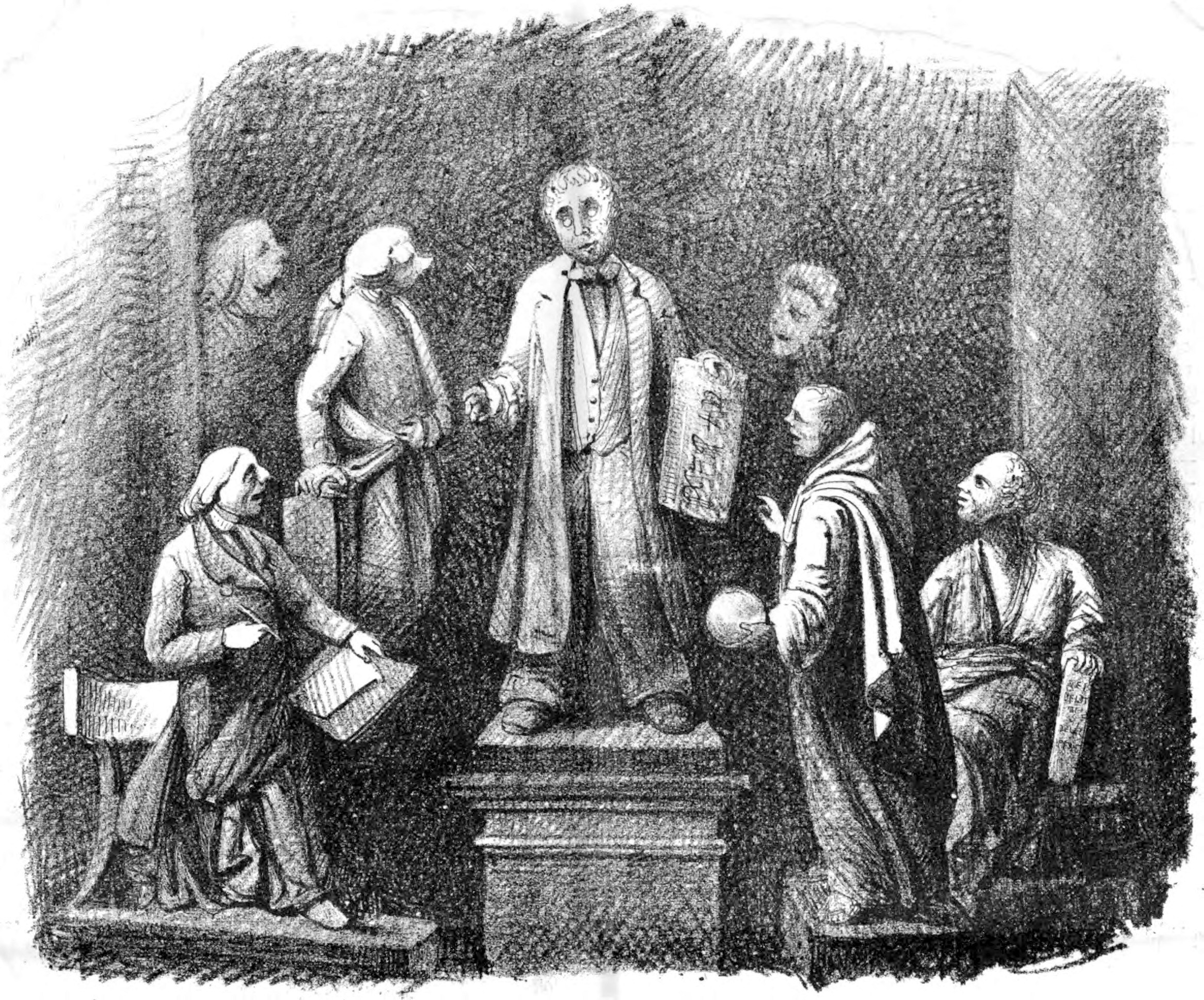
Da L'uomo di pietra, 1857

Venne anche indicato come fosse più atteso il monumento a Tommaso Grossi («Il Grossi è popolare e i milanesi tutti lo conoscono») che venne inaugurato l'anno successivo.